# Рік Янсі
Рік Янсі (англ. Rick Yancey) — американський письменник, який спеціалізується на творах для підліткової аудиторії у жанрі саспенсу, фентезі і наукової фантастики. Насамперед відомий як автор науково-фантастичної серії «5 хвиля» (2013—2016).

## Життєпис
Народився 4 листопада 1962 року на околиці Маямі, штат Флорида, США. Написав своє перше оповідання у сьомому класі, навчаючись у середній школі Кристал Лейк (Флорида). Після закінчення школи вступив до Південного коледжу Флориди, де спеціалізувався на вивченні соціальних комунікацій. Після першого року в коледжі перевівся до Університету штату Флорида, однак зрештою отримав ступінь бакалавра з англійської філології в Університеті Рузвельта. Здобувши вищу освіту, планував вступити до правничої школи, але у кінцевому підсумку почав викладати англійську та займатися акторською та режисерською діяльністю у місцевих аматорських театрах.
1991 року подав заявку на роботу до Служби внутрішніх доходів, де протягом наступних дванадцяти років обіймав посаду агента. Перебуваючи на урядовій роботі, зустрів свою дружину Сенді та завів сім'ю. Нині мешкає у Флориді, де виховує наймолодшого сина на ім'я Джейк.

## Кар'єра
У вільний від роботи час у СВД, Янсі писав сценарії. За порадою дружини та за сумісництвом його правої руки один із цих сценаріїв переріс у його першу професійну книжку — «Пожежа у Гомленді» (2003). Успіх книги вже наступного року змусив Янсі звільнитися зі служби в СВД та розпочати повноцінну письменницьку кар'єру. 2004 року світ побачила книга мемуарів «Сповідь збирача податків», своєрідна хроніка його роботи на Службу внутрішніх доходів.
Після виходу мемуарів, Янсі розпочав роботу над двома книжковими серіями — однієї для дорослих, а іншої для дітей.
Книжкова серія про Альфреда Кроппа розповідає історію про незграбного підлітка, який рятує світ, коли стає володарем Екскалібура, відомого меча короля Артура. Водночас йому доводиться ховатися від переслідування з боку таємного товариства лицарів, які зберігали меч протягом багатьох століть. Книжкова серія складається з трьох романів: «Незвичайні пригоди Альфреда Кроппа» (2005), «Печатка Соломона» (2007) та «Тринадцятий череп» (2008).
«Надзвичайно ефективний детектив» — книжкова серія для дорослих у стилі «загадкової історії» про принадного але не надто компетентного приватного детектива з Теннессі. Серія містить чотири романи: «Надзвичайно ефективний детектив» (2006), «Надзвичайно ефективний детекти зійшов на пси» (2008), «Надзвичайно ефективний детектив вдає дурника» (2010) та «Надзвичайно ефективний детектив перетинає межу» (2011).
2010 року Янсі започаткував книжкову серію про Монстролога. В центрі сюжету тетралогії доктор 19 століття та його асистент, разом з яким він подорожує світом, переслідуючи монстрів, які у свою чергу переслідують його. Серія складається з чотирьох книг: «Монстролог» (2009), «Прокляття Вендіго» (2010), «Кровавий острів» (2011) та «Останній спуск» (2013).
2013 року вийшов однойменний роман пост-апокаліптичної науково-фантастичної серії «5 хвиля», що розповідає про шістнадцятирічну Кассі Салліван, яка намагається врятуватися після чужопланетного вторгнення на Землю. Серія складається з трьох книг: «5 хвиля» (2013), «Безкінечне море» (2014) та «Остання зірка» (2016).

## Переклади українською
- Рик Янсі. 5 хвиля. — К. : КМ-Букс, 2016. — 448 с. — ISBN 978-966-923-010-2.